# クラウディウス・ドルスス

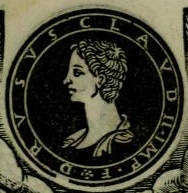
クラウディウス・ドルスス

クラウディウス・ドルスス（Claudius Drusus, ? - 20年）は、第4代ローマ皇帝クラウディウスの長男。単にドルススと呼ばれる場合が多い。クラウディウスとその最初の妻プラウティア・ウルグラニラの息子であったが、クラウディウスが皇帝に即位する前に夭折した。
ドルススの父クラウディウスは皇帝候補となったゲルマニクスの弟であったが、幼少からの身体の障害などから政治からは疎外されていた。したがってそのような父の息子であったドルススも、ガイウス・カエサルやネロ・カエサルなどのように異例の顕職を与えられることはなかった。それでもドルススは年頃になった紀元20年に、当時巨大な権勢を持ちつつあったルキウス・アエリウス・セイヤヌスの娘と婚約した。セイヤヌスは当時の皇帝でドルススの大叔父でもあったティベリウスに重用されており、その勢力は急速に巨大化していた。そのためセイヤヌスを警戒する人々も多く、ユリウス＝クラウディウス家の一員であったドルススとの婚約によりセイヤヌスがますます増長するのではないかと、同時期に行なわれたネロ・カエサルと小ドルススの娘リウィア・ユリアとの結婚とは正反対に、周囲からは苦々しく受け止められた。
セイヤヌスの娘と婚約して数日後、ドルススはポンペイで急死した。戯れでナシを放り投げて口で受けようとしていたところ、喉に詰まらせ窒息死したという。
この不自然な死因から、ドルススは暗殺されたとする説もある。スエトニウスはこの死について、当時セイヤヌスの姦策により殺されたとする説があったとしている。しかし同時に、セイヤヌスの娘との婚姻の直後であったとしてこの説は疑わしいと記している。